# We Are Domi
 (janvier 2022).
La mise en forme du texte ne suit pas les recommandations de Wikipédia : il faut le « wikifier ».
Les points d'amélioration suivants sont les cas les plus fréquents. Le détail des points à revoir est peut-être précisé sur la page de discussion.
- Les titres sont pré-formatés par le logiciel. Ils ne sont ni en capitales, ni en gras.
- Le texte ne doit pas être écrit en capitales (les noms de famille non plus), ni en gras, ni en italique, ni en « petit »…
- Le gras n'est utilisé que pour surligner le titre de l'article dans l'introduction, une seule fois.
- L'italique est rarement utilisé : mots en langue étrangère, titres d'œuvres, noms de bateaux, etc.
- Les citations ne sont pas en italique mais en corps de texte normal. Elles sont entourées par des guillemets français : « et ».
- Les listes à puces sont à éviter, des paragraphes rédigés étant largement préférés. Les tableaux sont à réserver à la présentation de données structurées (résultats, etc.).
- Les appels de note de bas de page (petits chiffres en exposant, introduits par l'outil «  Source ») sont à placer entre la fin de phrase et le point final[comme ça].
- Les liens internes (vers d'autres articles de Wikipédia) sont à choisir avec parcimonie. Créez des liens vers des articles approfondissant le sujet. Les termes génériques sans rapport avec le sujet sont à éviter, ainsi que les répétitions de liens vers un même terme.
- Les liens externes sont à placer uniquement dans une section « Liens externes », à la fin de l'article. Ces liens sont à choisir avec parcimonie suivant les règles définies. Si un lien sert de source à l'article, son insertion dans le texte est à faire par les notes de bas de page.
- La présentation des références doit suivre les conventions bibliographiques. Il est recommandé d'utiliser les modèles {{Ouvrage}}, {{Chapitre}}, {{Article}}, {{Lien web}} et/ou {{Bibliographie}}. Le mode d'édition visuel peut mettre en forme automatiquement les références.
- Insérer une infobox (cadre d'informations à droite) n'est pas obligatoire pour parachever la mise en page.

Pour une aide détaillée, merci de consulter Aide:Wikification.
Si vous pensez que ces points ont été résolus, vous pouvez retirer ce bandeau et améliorer la mise en forme d'un autre article.
We Are Domi, également connu sous le nom de Domi (stylisé en majuscules), est un groupe électropop tchéco-norvégien, formé en 2018 et basé à Prague. Le groupe est composé de la chanteuse Dominika Hašková, qui est la fille du joueur de hockey sur glace tchèque à la retraite Dominik Hašek, du guitariste Casper Hatlestad de Stavanger et du claviériste Benjamin Rekstad de Nesodden,, tous les deux norvégiens. Ils se sont rencontrés pendant leurs études au Leeds College of Music.
Après avoir remporté la sélection nationale tchèque "ESCZ 2022" en décembre 2021, le groupe représentera la République tchèque au Concours Eurovision de la chanson 2022 avec la chanson Lights Off.

## Biographie
We Are Domi a été formé en 2018 à Leeds, au Royaume-Uni. Ses membres sont originaires de République tchèque et de Norvège.
En 2021, le groupe a été annoncé comme l'un des sept groupes participant au concours de musique ESCZ 2022, la sélection nationale tchèque pour le Concours Eurovision de la chanson 2022. Le gagnant a été déterminé par une combinaison de votes d'un jury international (50 %), des votes du public international (25 %) et des votes du public tchèque (25 %). Les votes pouvaient être exprimés entre le 7 et le 15 décembre 2021 via l'application officielle du Concours Eurovision de la chanson ou sur un site internet dédié,. Le 16 décembre 2021, le groupe est annoncé comme le gagnant, ayant reçu un total de 21 points.

### À l'Eurovision
Le groupe clôt la seconde demi-finale, le jeudi 12 mai 2022, en passant sur scène à la dix-huitième position. Arrivés à la quatrième position avec 227 points, ils se qualifient pour la finale du samedi 14 mai.

Lors de la finale, le groupe passe sur scène à la première position parmi les vingt-cinq participants. À l'issue du vote, ils totalisent 38 points (33 du jury et 5 du public), ce qui leur permet de se classer à la vingt-deuxième place.

## Membres
- Dominika Hašková (née le 3 mai 1995 (29 ans) à Buffalo  dans l'État du New York aux États-Unis) - chant (Depuis 2018)
- Casper Hatlestad (né le 8 avril 1994 (30 ans) en Norvège) - guitare (Depuis 2018)
- Benjamin Rekstad (né le 18 février 1995 (30 ans) en Norvège) - claviers (Depuis 2018)

## Discographie

### Singles
- Let Me Follow (2019)
- Wouldn't That Be Nice (2019)
- I'm Not Alright (2020)
- Someone New (2020)
- Come Get Lost (2021)
- Lights Off (2021)